# Trichoxycentrus
Trichoxycentrus is een geslacht van kevers uit de familie van de loopkevers (Carabidae). De wetenschappelijke naam van het geslacht is voor het eerst geldig gepubliceerd in 2000 door N. Ito.

## Soorten
Het geslacht Trichoxycentrus is monotypisch en omvat slechts de volgende soort:
- Trichoxycentrus rugiceps N.Ito, 2000